# Pseudoleucon japonicus
Pseudoleucon japonicus är en kräftdjursart som beskrevs av Gamo 1964. Pseudoleucon japonicus ingår i släktet Pseudoleucon och familjen Leuconidae. Inga underarter finns listade i Catalogue of Life.